# ورق (سميرم)
ورق هي قرية في مقاطعة سميرم، إيران. يقدر عدد سكانها بـ 348 نسمة بحسب إحصاء 2016.